# Bobcat Goldthwait
Robert Francis Goldthwait, detto Bobcat (Syracuse, 26 maggio 1962), è un attore, comico, cabarettista, doppiatore, sceneggiatore, regista e produttore televisivo statunitense.
È noto per aver interpretato il bizzarro e strampalato poliziotto Zed nella serie di film Scuola di polizia e per aver doppiato il diavoletto Pena nel Classico Disney Hercules.

## Vita privata
La madre, Kathleen Ann Welch, era dipendente di un grande magazzino, mentre il padre, Thomas Lincoln Goldthwait, era impiegato in una lamiera.
Ha due figli, Tasha e Taylor, nati dal matrimonio con la produttrice Ann Luly, sposata nel 1986 e da cui ha divorziato nel 1998.
Nel 1997 ha instaurato una relazione con l'attrice Nikki Cox, ma i due si lasciarono nel 2005.
Dal 2009 al 2014 è stato sposato con la cameraman Sarah De Sa Rego.

## Filmografia parziale

### Attore

#### Cinema
- Scuola di polizia 2 - Prima missione (Police Academy 2: Their First Assignment), regia di Jerry Paris (1985)
- Scuola di polizia 3 - Tutto da rifare (Police Academy 3: Back in Training), regia di Jerry Paris (1986)
- Una folle estate (One Crazy Summer), regia di Savage Steve Holland(1986)
- Scuola di polizia 4 - Cittadini in... guardia (Police Academy 4: Citizens on Patrol), regia di Jim Drake (1987)
- Affittasi ladra (Burglar), regia di Hugh Wilson (1987)
- Don, un cavallo per amico (Hot to Trot), regia di Michael Dinner (1988)
- S.O.S. fantasmi (Scrooged), regia di Richard Donner (1988)
- Shakes the Clown, regia di Bobcat Goldthwait (1992)
- Freaked - Sgorbi (Freaked), regia di Alex Winter e Tom Stern (1993)
- Mister Destiny (Destiny Turns on the Radio), regia di James Orr (1995)
- G-Men from Hell, regia di Christopher Coppola (2000)
- Blow, regia di Ted Demme (2001)
- Windy City Heat , regia di Bobcat Goldthwait (2003)
- Grind, regia di Casey La Scala (2003)
- Hotdog - Un cane chiamato Desiderio (Stay), regia di Bobcat Goldthwait (2006)
- Goldthwait Home Movies, regia di Bobcat Goldthwait (2008)
- Il papà migliore del mondo (World's Greatest Dad), regia di Bobcat Goldthwait (2009)

#### Televisione
- E.R. - Medici in prima linea (ER) – serie TV, un episodio (1995)
- Sabrina, vita da strega (Sabrina, the Teenage Witch) – serie TV, un episodio (1997)
- The Army Show – serie TV, un episodio (1998)
- CSI - Scena del crimine (CSI: Crime Scene Investigation) – serie TV, un episodio (2003)
- Chappelle's Show – serie TV, 6 episodi (2003)
- Crank Yankers – serie TV, un episodio (2003)
- That '70s Show – serie TV, un episodio (2003)
- Barnyard - Ritorno al cortile (Back at the Barnyard) – serie TV, un episodio  (2009)
- I Confess – film TV (2010)

### Doppiatore

#### Cinema
- Hercules, regia di Ron Clements e John Musker (1997)
- Rusty, cane coraggioso (Rusty), regia di Shuki Levy (1998)
- Lion of Oz, regia di Tim Deacon (2000)
- Topolino & i cattivi Disney, regia di Jamie Mitchell, Tony Graig e Mike Moon (2001)
- Hansel & Gretel, regia di Gary J. Tunnicliffe (2002)
- A Halfway House Christmas, regia di Eric Moyer (2005)

#### Televisione
- I Simpson (The Simpsons) – serie TV, 1 episodio (1998)
- Hercules – serie TV (1998-1999)
- E vissero infelici per sempre – serie TV, 100 episodi (1995-1999)
- Buzz Lightyear da Comando Stellare  – serie TV, 5 episodi (2000)
- Sonic Underground  – serie TV, 1 episodio (2000)
- House of Mouse - Il Topoclub  – serie TV, 5 episodi (2001-2002)
- Lilo & Stitch  – serie TV, 2 episodi (2003-2004)
- Leroy & Stitch  – film TV (2006)
- Random! Cartoons (2007)

### Regista
- Shakes the Clown (1992)
- Jimmy Kimmel Live! (2004-2007)
- Hotdog - Un cane chiamato Desiderio (Stay o Sleeping Dogs Lie) (2006)
- Il papà migliore del mondo (2009)
- God Bless America (2011)
- Willow Creek (2013)
- Call Me Lucky (2015) - documentario

### Sceneggiatore
- Doctor Duck's Super Secret All-Purpose Sauce (1986)
- E vissero infelici per sempre (1 episodio, 1996)
- Hotdog - Un cane chiamato Desiderio (Stay) (2006)
- Just for Laughs (1 episodio, 2009)
- Il papà migliore del mondo (2009)
- God Bless America (2011)

## Doppiatori italiani
Nelle versioni in italiano delle opere in cui ha recitato, Bobcat Goldthwait è stato doppiato da:
- Leo Gullotta in Scuola di polizia 2 - Prima missione, Scuola di polizia 4 - Cittadini in... guardia, Affittasi ladra
- Vittorio Stagni in S.O.S. fantasmi, Freaked - Sgorbi, Blow
- Renato Cortesi in Scuola di polizia 3 - Tutto da rifare
- Fabio Mazzari in Don, un cavallo per amico
- Mino Caprio in CSI - Scena del crimine

Da doppiatore è sostituito da:
- Mino Caprio in House of Mouse - Il Topoclub, E vissero infelici per sempre (st. 1-4)
- Roberto Stocchi in E vissero infelici per sempre (st. 5)
- Zuzzurro in Hercules
- Francesco Caruso Cardelli in Skylanders Academy